# Den paneuropæiske picnic
Den paneuropæiske picnic var en fredsdemonstration ved grænsen mellem Østrig og Ungarn nær byen Sopron (Ödenburg). Demonstrationen blev gennemført den 19. august 1989. Med tilsagn fra begge lande skulle en grænseovergang mellem byerne Sankt Margarethen im Burgenland og Sopronkőhida være åben i 3 timer som en symbolsk gestus. På netop det sted havde den daværende østrigske udenrigsminister Alois Mock og hans ungarske kollega Gyula Horn den 27. juni 1989, sammen trængt gennem grænsehegnet for at understrege opbygningen af et overvågningsanlæg gennem Ungarn, der var påbegyndt 2. maj 1989.
Mere end 600 DDR-borgere udnyttede den korte åbning af jerntæppet den 27. juni til at flygte mod vest gennem Ungarn ind i Østrig, efter de gennem udsendte flyveblade var blevet gjort opmærksomme på den Paneuropæiske Skovtur. De ungarske grænsesoldater reagerede – på trods af befalinger om at skyde alle, der prøvede at krydse grænsen – roligt og velovervejet. 
Udover de få hundrede, der fik muligheden for at flygte, ventede atter tusinde på at få chancen for at krydse grænsen. Mange af disse troede ikke på, at grænsen ville blive åbnet den dag og derfor blev antallet af grænseovergængere dog også beskedent. I de følgende dage blev overvågningen af den ungarske grænse forstærket, på ordre af den ungarske regering og den øvrige flugt over grænsen blev dermed begrænset, indtil Ungarn endegyldigt åbnede sine grænser for DDR-borgere den 11. september 1989.
Den paneuropæiske picnic står i dag som en af de vigtigste milesten på vejen mod det endelige sammenbrud af DDR og den efterfølgende genforening af Tyskland efter enden af Den kolde krig. Hvert år på den 19. august fejres begivenheden på stedet for grænseovergangen. Arrangørerne af picnic'en var medlemmer af oppositionspartiet ungarske Demokratiske Forum og den Paneuropæiske union. Europaparlamentsmedlem Otto von Habsburg (CSU) og den ungarske statsminister og fornyer Imre Pozsgay, var protektorer for foretagendet. 
Erich Honecker gav følgende erklæring til The Daily Mirror om den paneuropæiske picnic: 
Habsburg uddelte flyveblade så langt væk som til Polen på hvilke det stod, at der ville blive afholdt en picnic, som modtagerne (de østtyske turister) var inviterede til. Når de så kom til picnicen gav man dem gaver, mad og tyske mark, hvorefter man overtalte dem til at komme til Vesten.

## Mindesmærker
Et kunstværk af en ungarsk kunstner, som forestiller åbnede døre, er opstillet på stedet for grænseåbningen. 
I 1996 blev en 10 meter høj skulptur i specialstål opstillet i Fertőrákos nær Sopron, lavet af kunstneren Gabriela von Habsburg. Den symboliserer et stykke opstillet pigtråd og på afstand har den formen af et kors.